# Bizarre Ride II the Pharcyde
Bizarre Ride II the Pharcyde è l'album d'esordio del gruppo hip hop statunitense The Pharcyde, pubblicato il 24 novembre 1992. Distribuito dalla Delicious Vinyl Records, l'album, prodotto dall'ex membro del gruppo J-Swift, presenta la collaborazione del solo artista esterno Bucwheed (noto anche come "Buckwheat" dei The Wascals). Negli anni successivi alla pubblicazione, Bizarre Ride diviene secondo critici e appassionati un classico del genere assieme a 93 'til Infinity dei Souls of Mischief, venendo inserito in diverse liste dei "migliori album".
Pubblicato durante l'era dominante del Gangsta rap della West Coast, Bizarre Ride è descritto come «rinfrescante» per la sua giocosa, umoristicamente leggera e lussureggiante, produzione dal suono jazz. Assieme ad album come To Whom It May Concern... dei Freestyle Fellowship e I Wish My Brother George Was Here di Del tha Funkee Homosapien, Bizarre Ride contribuisce a creare una nuova scena alternativa nella West Coast, seguito da artisti come Hieroglyphics, The Coup e Jurassic 5. Nonostante il successo da parte della critica, l'album produce vendite moderate, non andando oltre la posizione numero 75 della Billboard 200 nel 1993. Tuttavia, anche grazie al secondo singolo, Passin' Me By, il 28 marzo del 1996 Bizarre Ride è certificato come disco d'oro dalla RIAA.

## Background
Gli amici di scuola "Slimkid3" (Tre Hardson), "Imani" (Emandu Wilcox) e "Bootie Brown" (Romye Robinson) iniziano la loro carriera nell'industria spettacolo come ballerini e coreografi sotto il nome di "Two For Two", facendo numerose apparizioni nei video musicali. La loro maggior esposizione mediatica arriva lavorando per un breve periodo nello show televisivo In Living Color. Mentre lavorano allo show, i tre incontrano il loro futuro manager Suave, road manager di Candyman e Tone Lōc. Il trio incontra Derrick "Fatlip" Stewart e il produttore John "J-Swift" Martinez in un programma musicale del doposcuola chiamato South Central Unit. Reggie Andrews, il professore del programma, insegna al gruppo gli elementi essenziali dell'industria musicale, e in seguito supervisiona le sessioni di scrittura e di registrazione del gruppo. Mentre frequenta il South Central Unit, il gruppo registra il suo primo demo, che include la traccia Ya Mama. Nel 1991, il gruppo firma un contratto con la Delicious Vinyl Records, in seguito a una performance della canzone Ya Mama in un'esibizione. Poco dopo, il gruppo fa la sua prima apparizione degna di nota, con la traccia Soul Flower inserita nell'album Heavy Rhyme Experience dei Brand New Heavies.

## Registrazione
I quattro mc, assieme al produttore J-Swift, iniziano a registrare il loro album d'esordio nel 1991 allo studio californiano Hollywood Sound, con la Delicious Vinyl Records di Michael Ross a supervisione del progetto come produttore esecutivo. J-Swift produce dieci canzoni e cinque interludi sulle sedici tracce totali. Prima del completamento dell'album, Swift litiga con i membri del gruppo per problemi interni. Afferma che non è stato ricompensato adeguatamente per il proprio lavoro e che gli altri membri del gruppo vogliono cercare di prendere il merito delle produzioni, quando avrebbe realizzato tutte le basi. Dopo aver lasciato i Pharcyde, J-Swift inizia a fare uso di crack, non riuscendo ancora a disintossicarsi.
Senza un produttore o un prodotto finito, il gruppo recluta il produttore locale L.A. Jay per finire l'album con l'ultima traccia, Otha Fish, co-prodotta da SlimKid 3.

## Ricezione
| Recensione                    | Giudizio |
| ----------------------------- | -------- |
| AllMusic                      | [ 12 ]   |
| NME                           | [ 13 ]   |
| Entertainment Weekly          | B        |
| Rolling Stone Album Guide     | [ 15 ]   |
| The Source                    | [ 16 ]   |
| Q                             | [ 17 ]   |
| Pitchfork                     | [ 18 ]   |
| The Philadelphia Inquirer     | [ 19 ]   |
| Encyclopedia of Popular Music | [ 20 ]   |

### Critica
All'epoca della pubblicazione, Bizarre Ride ricevette recensioni per lo più positive, anche se alle volte contrastanti. Negli anni successivi all'uscita dell'album, la critica specializzata divenne sempre più positiva verso Bizarre Ride. Diverse pubblicazioni del settore riconobbero l'album come un classico del genere. Bizarre Ride è stato inserito nella lista di Pitchfork "Top 100 Favorite Records of the 90s" ed è presente nella pubblicazione del 2005 1001 Albums You Must Hear Before You Die.
La rivista hip hop The Source originariamente aveva dato all'album un umile rating di 3 e mezzo su 5 mic, ma nel 1998 incluse Bizarre Ride nella lista dei 100 migliori album rap. AllMusic da un voto perfetto di cinque stelle, mentre Rolling Stone e Q gli assegnano quattro stelle su cinque. Entertainment Weekly vota Bizarre II con una "B", per Pitchfork Media l'album è da 8.8/10.
Secondo NME, che assegna un voto di 7/10 al primo lavoro dei Phacyde, l'album è il trentanovesimo dei "migliori 50 LP del 1993".
Nel novembre 2010, Kanye West disse che Bizarre Ride era il suo «album preferito di sempre».

### Influenza
Mentre gli album alternative rap dell'East Coast come 3 Feet High and Rising dei De La Soul ultimamente vendevano un milione di copie non c'erano equivalenti nella West Coast. Con Bizarre Ride, The Pharcyde diventano il primo gruppo alternative rap a vendere un grande numero di album nella West Coast. Anche se Bizarre Ride raggiunge la certificazione d'oro della RIA, le vendite dell'album sono molto minori rispetto alle pubblicazioni g-funk come The Chronic di Dr. Dre e Doggystyle di Snoop Dogg.
Bizarre Ride apre la carriera dei The Pharcyde, ma il gruppo non tenta di capitalizzare l'ottima critica ricevuta per l'album. In seguito alla pubblicazione, il gruppo parte per un tour concluso al Lollapalooza 1994 e aspetta altri tre anni prima di pubblicare l'album successivo, Labcabincalifornia. Questo album è caratterizzato da due singoli di successo apprezzati, Runnin' e Drop, pur ricevendo recensioni contrastanti. I critici confrontano questo album con quello d'esordio e secondo molti l'album Labcabincalifornia diviene vittima della "sindrome del secondo album".
Dopo la pubblicazione di quest'ultimo album, Fatlip decide di uscire dal gruppo e i Pharcyde non ritornano fino al 2000, quando pubblicano l'album Plain Rap che riceve recensioni mediocri. Anche se l'album vede il ritorno della collaborazione tra il gruppo e J-Swift, Bootie Brown e Imani hanno un diverbio con SlimKid prima che l'album venga pubblicato, lasciando il gruppo in due. Nel 2004, Imani e Bootie pubblicano un quarto album sotto il nome The Pharcyde, Humboldt Beginnings, che riceve poche attenzioni e critiche pesanti. In seguito SlimKid e Fatlip hanno entrambi pubblicato album solisti, ma nessun progetto pubblicato dal gruppo o da uno dei suoi membri sin dall'esordio riuscì ad arrivare al successo di critica che aveva avuto ottenuto Bizarre Ride.

## Tracce
1. 4 Better or 4 Worse (Interlude) – 0:38 (testo: John Martinez – musica: J-Swift)
2. Oh Shit – 4:30 (testo: Martinez, Tre Hardson, Ermando Wilcox, Derrick Stewart – musica: J-Swift)
3. It's Jigaboo Time (Skit) – 1:28 (testo: Stewart, Wilcox, Rahsaan Jackson, Hardson, Romye Robinson, Martinez – musica: J-Swift)
4. 4 Better or 4 Worse – 5:07 (testo: Martinez, Hardson, Wilcox, Stewart – musica: J-Swift)
5. I'm That Type of Nigga (featuring Bucwheed) – 5:21 (testo: Stewart, Wilcox, Martinez, Hardson, Robinson, Jackson – musica: J-Swift)
6. If I Were President (Skit) – 1:06 (testo: Stewart, Wilcox, Martinez, Hardson, Robinson – musica: J-Swift)
7. Soul Flower (Remix) – 4:23 (testo: Jan Kincaid, Simon Bartholomew, Andrew Levy, Robinson, Wilcox, Hardson, Stewart – musica: L.A. Jay, J-Swift (Remix))
8. On the DL (featuring Bucwheed) – 4:32 (testo: Martinez, Hardson, Wilcox, Stewart – musica: J-Swift)
9. Pack the Pipe (Interlude) – 0:25 (testo: Martinez – musica: J-Swift)
10. Officer – 4:04 (testo: Stewart, Wilcox, Martinez, Hardson, Robinson – musica: J-Swift)
11. Ya Mama – 4:22 (testo: Stewart, Wilcox, Martinez, Hardson, Robinson – musica: J-Swift)
12. Passin' Me By – 5:01 (testo: Stewart, Wilcox, Martinez, Hardson, Robinson – musica: J-Swift)
13. Otha Fish – 5:23 (testo: Hardson, Robinson, John Barnes III – musica: L.A. Jay, SlimKid 3)
14. Quinton's on the Way (Skit) – 2:10 (testo: Quinton Howze, Stewart, Wilcox, Martinez, Hardson, Robinson – musica: Thomas Rusiak, Bimmy Antney)
15. Pack the Pipe – 5:08 (testo: Howze, Stewart, Wilcox, Martinez, Hardson, Robinson – musica: J-Swift)
16. Return of the B-Boy – 3:32 (testo: Stewart, Wilcox, Martinez, Hardson, Robinson – musica: J-Swift)

## Formazione
- The Pharcyde - voce, cori, direttore creativo, co-produttore
- Rahsaan Jackson - voce (tracce 5 e 8), cori
- Juan Martinez - produttore (tracce 1-15), cori, piano, basso, piano elettrico
- John Barnes III - produttore (traccia 16)
- Tre Hardson - voce, cori, co-produttore (traccia 16)
- Brandon Padilla, Greg Padilla - cori
- Darryl Moore - batterie
- Michael Ross - produttore esecutivo

## Classifiche

### Classifiche settimanali
| Classifica (1993)         | Posizione massima |
| ------------------------- | ----------------- |
| Stati Uniti               | 75                |
| US Heatseekers Albums     | 3                 |
| US Top R&B/Hip-Hop Albums | 23                |

### Classifiche di fine anno
| Classifica (1993)         | Posizione massima |
| ------------------------- | ----------------- |
| US Top R&B/Hip-Hop Albums | 63                |